# 2003年の市町村合併
2003年の市町村合併（2003ねんのしちょうそんがっぺい）では2003年に行われた日本の市町村合併の一覧を載せる。

## 2月
- 2月3日
  - 広島県福山市+沼隈郡内海町+芦品郡新市町=福山市（編入）

## 3月
- 3月1日
  - 山梨県南巨摩郡南部町+富沢町=南巨摩郡南部町（新設）
  - 広島県廿日市市+佐伯郡佐伯町+吉和村=廿日市市（編入）

## 4月
- 4月1日
  - 宮城県加美郡中新田町+小野田町+宮崎町=加美郡加美町（新設）
  - 群馬県多野郡万場町+中里村=多野郡神流町（新設）
  - 山梨県中巨摩郡八田村+白根町+芦安村+若草町+櫛形町+甲西町=南アルプス市（新設/市制）
  - 岐阜県山県郡高富町+伊自良村+美山町=山県市（新設/市制）
  - 静岡県静岡市+清水市=静岡市（新設）
  - 広島県呉市+安芸郡下蒲刈町=呉市（編入）
  - 広島県豊田郡大崎町+東野町+木江町=豊田郡大崎上島町（新設）
  - 香川県大川郡引田町+白鳥町+大内町=東かがわ市（新設/市制）
  - 愛媛県新居浜市+宇摩郡別子山村=新居浜市（編入）
  - 福岡県宗像市+宗像郡玄海町=宗像市（新設）
  - 熊本県球磨郡上村+免田町+岡原村+須恵村+深田村=球磨郡あさぎり町（新設）
- 4月21日
  - 山口県徳山市+新南陽市+熊毛郡熊毛町+都濃郡鹿野町=周南市（新設）

## 5月
- 5月1日
  - 岐阜県本巣郡穂積町+巣南町=瑞穂市（新設/市制）

## 6月
- 6月6日
  - 千葉県野田市+東葛飾郡関宿町=野田市（編入）

## 7月
- 7月7日
  - 新潟県新発田市+北蒲原郡豊浦町=新発田市（編入）

## 8月
- 8月20日
  - 愛知県渥美郡田原町+赤羽根町=田原市（編入/市制）

## 9月
- 9月1日
  - 長野県更埴市+更級郡上山田町+埴科郡戸倉町=千曲市（新設）

## 11月
- 11月15日
  - 山梨県南都留郡河口湖町+勝山村+足和田村=南都留郡富士河口湖町（新設）

## 12月
- 12月1日
  - 三重県員弁郡北勢町+員弁町+大安町+藤原町=いなべ市（新設/市制）